# Maurya denticula
Maurya denticula är en insektsart som beskrevs av William D. Funkhouser 1938. Maurya denticula ingår i släktet Maurya och familjen hornstritar. Inga underarter finns listade i Catalogue of Life.